# Mandrake (альбом)
Mandrake п'ятий альбом німецького павер-метал гурту Edguy, виданий в 2001 році. Це різноплановий альбом, в якому поєднано багато стилів жанру павер-метал. Це останній альбом з лейблом AFM Records. Після нього був підписаний новий контракт з Nuclear Blast.

## Список композицій
Усю музику написав Тобіас Саммет, окрім зазначених. Усі тексти — Тобіас Саммет.
1. «Tears of a Mandrake» — 7:12
2. «Golden Dawn» (Єнс Людвіг, Саммет) — 6:07
3. «Jerusalem» (Людвіг, Саммет) — 5:27
4. «All the Clowns» — 4:48
5. «Nailed to the Wheel» (Людвіг, Саммет) — 5:40
6. «The Pharaoh» — 10:37
7. «Wash Away the Poison» — 4:40
8. «Fallen Angels» — 5:13
9. «Painting on the Wall» — 4:36
10. «Save Us Now» — 4:34
11. «The Devil and the Savant» (бонус трек на обмеженому виданні) — 5:26
12. «Wings of a Dream» (бонус трек) — 5:03

## Учасники
- Тобіас Саммет — вокал, бек-вокал, клавішні, оргáн
- Єнс Людвіг — гітара, бек-вокал
- Дірк Зауер — гітара, бек-вокал
- Тобіас 'Еггі' Ексель — бас-гітара, бек-вокал
- Фелікс Бонке — ударні

Запрошені музиканти
- Ральф Здіарстек, Маркус Шмітт, Даніель Шмітт, Роб Рок — бек-вокал
- Франк Тішер — фортепіано на треку 7

Виготовлення
- Норман Мейріц — звукорежисер
- Мікко Карміла — зведення
- Міка Юссіла — мастерінг

## La Marche Des Gendarmes
La Marche Des Gendarmes бонусний CD який додавався до французького обмеженого видання альбому Mandrake. Оригінальна композиція була написана Раймоном Лефевром для французького фільму Жандарм із Сан-Тропе з Луї де Фюнесом. Сингл був також на збірці Hall of Flames, на другому диску, на якому записані рідкісні композиції Edguy. Ця пісня була також прихованим треком на синглі Painting on the Wall, який був виданий у 2001 році. Її можна було почути після короткої тиші після фінального треку.

### Список композицій
1. «(CD-ROM відео)» — 12:52
2. «(CD-ROM відео)» — 2:20
3. «La Marche des Gendarmes» — 2:49
4. «Wings of a Dream (версія 2001 року)» — 5:04